# Giuseppe Ierna
Giuseppe Ierna (Floridia, 10 maggio 1905 – Floridia, 20 ottobre 1991) è stato un compositore italiano.
Studiò pianoforte e composizione sotto la guida del Maestro Giuseppe Di Giacomo.Personalità poliedrica, si cimentò nella composizione di diversi stili musicali: canzoni, ballabili per orchestrina, liriche (romanze), inni e marce, canti sacri, serenate, barcarole, notturni, ninne nanne e anche un bozzetto lirico in un atto.
Fu all'attenzione delle più note Case Musicali del tempo, tra cui la Casa Ed. Musicale "S.Pucci" di Salerno, Lo Studio Ed."Audace" di Milano, la Casa Ed.Diaphone che pubblicarono molte sue composizioni che divennero celebri, furono trasmesse dalla radio del tempo ed eseguite all'estero compresa l'America Latina, dove furono apprezzati soprattutto i suoi tanghi.
Dedicò una lirica al Maestro Riccardo Zandonai che gli rispose con una dedica accompagnata da una sua foto. In seguito ebbe rapporti epistolari con il Maestro Franco Mammino al cui giudizio Giuseppe Ierna sottopose alcune sue composizioni, ottenendone lusinghieri apprezzamenti.
Da alcuni quotidiani degli anni '30, tra cui " Il Popolo d'Italia", "Il Mattino d'Italia"e il "Corriere Musicale di Milano, si evince quanto successo di pubblico e di critica ottenessero alcune composizioni del giovane Ierna.
Da una lettera della Casa Ed.Letteraria Musicale di Napoli si apprende di un Concorso bandito dalla E.L.M.A. al quale parteciparono 787 concorrenti di cui la commissione selezionò solo 40 compositori e il Maestro Giuseppe Ierna era tra questi.

## Canzoni
- Tango della rosa
- Ballano i nonnini
- Sicilianella
- Sei stata un sogno
- Venezia
- Questo è l'Amore
- Girandolina
- Buon viaggio Matteo
- Canzone triste
- Occhi belli
- Mentre tu canti
- Serenata d'Amore
- Notte di luna
- Ciccio
- Vuoi ballar con me?
- Non m'ami più
- Dimenticare
- Nostalgia
- Triste sogno
- Bimba sorridimi

## Ballabili per orchestrina
- Giuliana (Fox-Trot)
- Fanny  (Blak-Bottom)
- Passione (Tango)
- E lasciatemi sognare (Valzer lento)
- Romantica (Lento)
- Danza delle Naiadi
- Disperatamente (Valzer lento)
- La studentessa (One-Step)
- Che vuoi da me (Slow-Fox)
- Canto d'Amore (Lento)

## Romanze
- Abbandonato
- Viola
- Armonie
- Amore e solitudine
- Fantasia
- Orfano
- Lontana
- Notte
- Specchio del dolore
- Visione
- Mattino di primavera
- Aurora
- L'Autunno a primavera (dedicata al Maestro Riccardo Zandonai)

## Composizioni cameristiche
- In gondola (barcarola)
- Sul mare

## Inni e Marce
- Inno agli Atlantici (dedicato a Italo Balbo)
- Delirio
- Inno goliardico
- Gloria all'Italia fascista
- I due condottieri

## Canti sacri
- Canto di Natale
- Ave Maria
- Padre nostro
- Alla Madonna di via degli'Orti

## Altre composizioni
- Fantasia arada
- Serenata
- Notte stellata (notturno)
- Ninna Nanna

## Bozzetto lirico in un atto
- Zara la schiava

| Controllo di autorità | SBN CFIV207813 |